# Xian de Qianxi (Guizhou)
Pour les articles homonymes, voir Qianxi.
Le xian de Qianxi (黔西县 ; pinyin : Qiánxī Xiàn) est un district administratif du centre de la province du Guizhou en Chine. Il est placé sous la juridiction de la préfecture de Bijie.

## Démographie
La population du district était de 765 751 habitants en 1999.